# Segunda División de Chile 1974
El Campeonato Nacional de Fútbol de Segunda División de 1974 fue el 23° torneo disputado de la segunda categoría del fútbol profesional chileno, con la participación de 16 equipos. 
El torneo se jugó en dos etapas. En la primera etapa, jugada con un sistema de todos contra todos, se dividió geográficamente a los equipos en un Grupo Norte y un Grupo Sur. Los tres primeros de cada grupo clasificarían a la segunda etapa, que finalmente dirimiría al campeón del torneo. Los colistas de ambos grupos definirían en un partido al equipo que descendería a su asociación de origen.
El campeón del torneo fue Santiago Morning, que consiguió el ascenso para la Primera División, junto al subcampeón Everton.

## Movimientos divisionales
| Pos | a Primera División de Chile 1974 |
| --- | -------------------------------- |
| 1º  | Deportes Aviación (Campeón)      |

| Pos | a Segunda División de Chile 1974 |
| --- | -------------------------------- |
| 1º  | Curicó Unido                     |
| 2º  | Malleco Unido                    |
| 3º  | Trasandino                       |

| Pos | Descendido desde Primera División de Chile 1973 |
| --- | ----------------------------------------------- |
| 1º  | Universidad Católica                            |

| Pos | Asociación de Origen |
| --- | -------------------- |
| 1º  | Deportes Colchagua   |

## Equipos participantes
| Equipo               | Ciudad                              |
| -------------------- | ----------------------------------- |
| Audax Italiano       | La Florida, Santiago de Chile       |
| Coquimbo Unido       | Coquimbo                            |
| Curicó Unido         | Curicó                              |
| Deportes Linares     | Linares                             |
| Deportes Ovalle      | Ovalle                              |
| Everton              | Viña del Mar                        |
| Ferroviarios         | Estación Central, Santiago de Chile |
| Iberia               | Los Ángeles                         |
| Independiente        | Cauquenes                           |
| Malleco Unido        | Angol                               |
| Ñublense             | Chillán                             |
| San Antonio Unido    | San Antonio                         |
| San Luis             | Quillota                            |
| Santiago Morning     | Recoleta, Santiago de Chile         |
| Trasandino           | Los Andes                           |
| Universidad Católica | Independencia, Santiago de Chile    |

## Primera etapa

### Grupo Norte
| Pos | Equipo               | PJ | PG | PE | PP | GF | GC | Dif | Pts |
| --- | -------------------- | -- | -- | -- | -- | -- | -- | --- | --- |
| 1   | Everton              | 14 | 7  | 4  | 3  | 26 | 16 | 10  | 18  |
| 2   | Audax Italiano       | 14 | 8  | 2  | 4  | 24 | 17 | 7   | 18  |
| 3   | Trasandino           | 14 | 7  | 2  | 5  | 26 | 20 | 6   | 16  |
| 4   | Ovalle               | 14 | 6  | 4  | 4  | 18 | 15 | 3   | 16  |
| 5   | San Luis             | 14 | 5  | 4  | 5  | 23 | 23 | 0   | 14  |
| 6   | Universidad Católica | 14 | 5  | 3  | 6  | 16 | 19 | -3  | 13  |
| 7   | San Antonio Unido    | 14 | 3  | 3  | 8  | 15 | 26 | -11 | 9   |
| 8   | Coquimbo Unido       | 14 | 1  | 6  | 7  | 14 | 26 | -12 | 8   |

PJ=Partidos jugados; PG=Partidos ganados; PE=Partidos empatados; PP=Partidos perdidos; GF=Goles a favor; GC=Goles en contra; Dif=Diferencia de gol; Pts=Puntos
|  | Clasifica a la Liguilla de Ascenso |
|  | Partido por el descenso            |

### Grupo Sur
| Pos | Equipo           | PJ | PG | PE | PP | GF | GC | Dif | Pts |
| --- | ---------------- | -- | -- | -- | -- | -- | -- | --- | --- |
| 1   | Santiago Morning | 14 | 8  | 3  | 3  | 27 | 15 | 12  | 19  |
| 2   | Ferroviarios     | 14 | 8  | 3  | 3  | 24 | 14 | 10  | 19  |
| 3   | Ñublense         | 14 | 5  | 6  | 3  | 14 | 13 | 1   | 16  |
| 4   | Independiente    | 14 | 5  | 5  | 4  | 15 | 17 | -2  | 15  |
| 5   | Iberia Biobío    | 14 | 4  | 5  | 5  | 15 | 17 | -2  | 13  |
| 6   | Curicó Unido     | 14 | 4  | 4  | 6  | 14 | 17 | -3  | 12  |
| 7   | Linares          | 14 | 2  | 7  | 5  | 24 | 28 | -4  | 11  |
| 8   | Malleco Unido    | 14 | 1  | 5  | 8  | 15 | 27 | -12 | 7   |

PJ=Partidos jugados; PG=Partidos ganados; PE=Partidos empatados; PP=Partidos perdidos; GF=Goles a favor; GC=Goles en contra; Dif=Diferencia de gol; Pts=Puntos
|  | Clasifica a la Liguilla de Ascenso |
|  | Partido por el descenso            |

## Segunda etapa

### Liguilla de Ascenso
| Pos | Equipo           | PJ | PG | PE | PP | GF | GC | Dif | Pts |
| --- | ---------------- | -- | -- | -- | -- | -- | -- | --- | --- |
| 1   | Santiago Morning | 10 | 5  | 4  | 1  | 21 | 9  | 12  | 14  |
| 2   | Everton          | 10 | 5  | 4  | 1  | 19 | 12 | 7   | 14  |
| 3   | Ferroviarios     | 10 | 5  | 2  | 3  | 18 | 14 | 4   | 12  |
| 4   | Ñublense         | 10 | 1  | 5  | 4  | 10 | 17 | -7  | 7   |
| 5   | Audax Italiano   | 10 | 2  | 3  | 5  | 12 | 21 | -9  | 7   |
| 6   | Trasandino       | 10 | 2  | 2  | 6  | 14 | 21 | -7  | 6   |

PJ=Partidos jugados; PG=Partidos ganados; PE=Partidos empatados; PP=Partidos perdidos; GF=Goles a favor; GC=Goles en contra; Dif=Diferencia de gol; Pts=Puntos
|  | Campeón. Asciende a Primera División |
|  | Asciende a Primera División          |

## Final
Partido de ida
|       | POR   | Adán Godoy         |   |
|       | DEF   | Bruno Arrieta      |   |
|       | DEF   | Pedro Retamales    |   |
|       | DEF   | Roberto Rosales    |   |
|       | DEF   | Humberto Martínez  |   |
|       | MED   | Waldo Quiroz       |   |
|       | MED   | Pío González       |   |
|       | MED   | Carlos Arratia     |   |
|       | DEL   | Manuel Correa      |   |
|       | DEL   | Mario Benavente    | ' |
|       | DEL   | Víctor Pizarro     |   |
| D. T. | D. T. | Enrique Hormazábal |   |

|       | POR   | Ricardo Werlinger  |   |
|       | DEF   | Erasmo Zúñiga      |   |
|       | DEF   | Patricio Arriagada |   |
|       | DEF   | Augusto Vergara    |   |
|       | DEF   | Enzo Escobar       |   |
|       | MED   | Sergio Avallay     |   |
|       | MED   | Guillermo Martínez |   |
|       | DEL   | Ricardo Mena       |   |
|       | DEL   | Juan Soto          |   |
|       | DEL   | Sergio Gutiérrez   | ' |
|       | DEL   | Jaime Aretxabala   |   |
| D. T. | D. T. | Ramón Climent      |   |

|  | DEL | Venegas | ' |

|  | DEL | Navarrete | ' |

| 17' · 79' | Víctor Pizarro | 1:0 2:1 |

| 49' | Ricardo Mena | 1:1 |

| Principal | Alberto Martínez |

|       | POR   | Adán Godoy         |   |
|       | DEF   | Bruno Arrieta      |   |
|       | DEF   | Pedro Retamales    |   |
|       | DEF   | Roberto Rosales    |   |
|       | DEF   | Humberto Martínez  |   |
|       | MED   | Waldo Quiroz       |   |
|       | MED   | Pío González       |   |
|       | MED   | Carlos Arratia     |   |
|       | DEL   | Manuel Correa      |   |
|       | DEL   | Mario Benavente    | ' |
|       | DEL   | Víctor Pizarro     |   |
| D. T. | D. T. | Enrique Hormazábal |   |

|       | POR   | Ricardo Werlinger  |   |
|       | DEF   | Erasmo Zúñiga      |   |
|       | DEF   | Patricio Arriagada |   |
|       | DEF   | Augusto Vergara    |   |
|       | DEF   | Enzo Escobar       |   |
|       | MED   | Sergio Avallay     |   |
|       | MED   | Guillermo Martínez |   |
|       | DEL   | Ricardo Mena       |   |
|       | DEL   | Juan Soto          |   |
|       | DEL   | Sergio Gutiérrez   | ' |
|       | DEL   | Jaime Aretxabala   |   |
| D. T. | D. T. | Ramón Climent      |   |

|  | DEL | Venegas | ' |

|  | DEL | Navarrete | ' |

| 17' · 79' | Víctor Pizarro | 1:0 2:1 |

| 49' | Ricardo Mena | 1:1 |

| Principal | Alberto Martínez |

|       | POR   | Adán Godoy         |   |
|       | DEF   | Bruno Arrieta      |   |
|       | DEF   | Pedro Retamales    |   |
|       | DEF   | Roberto Rosales    |   |
|       | DEF   | Humberto Martínez  |   |
|       | MED   | Waldo Quiroz       |   |
|       | MED   | Pío González       |   |
|       | MED   | Carlos Arratia     |   |
|       | DEL   | Manuel Correa      |   |
|       | DEL   | Mario Benavente    | ' |
|       | DEL   | Víctor Pizarro     |   |
| D. T. | D. T. | Enrique Hormazábal |   |

|       | POR   | Ricardo Werlinger  |   |
|       | DEF   | Erasmo Zúñiga      |   |
|       | DEF   | Patricio Arriagada |   |
|       | DEF   | Augusto Vergara    |   |
|       | DEF   | Enzo Escobar       |   |
|       | MED   | Sergio Avallay     |   |
|       | MED   | Guillermo Martínez |   |
|       | DEL   | Ricardo Mena       |   |
|       | DEL   | Juan Soto          |   |
|       | DEL   | Sergio Gutiérrez   | ' |
|       | DEL   | Jaime Aretxabala   |   |
| D. T. | D. T. | Ramón Climent      |   |

|  | DEL | Venegas | ' |

|  | DEL | Navarrete | ' |

| 17' · 79' | Víctor Pizarro | 1:0 2:1 |

| 49' | Ricardo Mena | 1:1 |

| Principal | Alberto Martínez |

|       | POR   | Adán Godoy         |   |
|       | DEF   | Bruno Arrieta      |   |
|       | DEF   | Pedro Retamales    |   |
|       | DEF   | Roberto Rosales    |   |
|       | DEF   | Humberto Martínez  |   |
|       | MED   | Waldo Quiroz       |   |
|       | MED   | Pío González       |   |
|       | MED   | Carlos Arratia     |   |
|       | DEL   | Manuel Correa      |   |
|       | DEL   | Mario Benavente    | ' |
|       | DEL   | Víctor Pizarro     |   |
| D. T. | D. T. | Enrique Hormazábal |   |

|       | POR   | Ricardo Werlinger  |   |
|       | DEF   | Erasmo Zúñiga      |   |
|       | DEF   | Patricio Arriagada |   |
|       | DEF   | Augusto Vergara    |   |
|       | DEF   | Enzo Escobar       |   |
|       | MED   | Sergio Avallay     |   |
|       | MED   | Guillermo Martínez |   |
|       | DEL   | Ricardo Mena       |   |
|       | DEL   | Juan Soto          |   |
|       | DEL   | Sergio Gutiérrez   | ' |
|       | DEL   | Jaime Aretxabala   |   |
| D. T. | D. T. | Ramón Climent      |   |

|  | DEL | Venegas | ' |

|  | DEL | Navarrete | ' |

| 17' · 79' | Víctor Pizarro | 1:0 2:1 |

| 49' | Ricardo Mena | 1:1 |

| Principal | Alberto Martínez |

Partido de vuelta
|       | POR   | Ricardo Werlinger  |   |
|       | DEF   | Erasmo Zúñiga      | ' |
|       | DEF   | Patricio Arriagada |   |
|       | DEF   | Augusto Vergara    |   |
|       | DEF   | Enzo Escobar       |   |
|       | MED   | Sergio Avallay     |   |
|       | MED   | Guillermo Martínez |   |
|       | DEL   | Ricardo Mena       |   |
|       | DEL   | Juan Soto          |   |
|       | DEL   | Navarrete          |   |
|       | DEL   | Jaime Aretxabala   |   |
| D. T. | D. T. | Ramón Climent      |   |

|       | POR   | Adán Godoy         |  |
|       | DEF   | Bruno Arrieta      |  |
|       | DEF   | Pedro Retamales    |  |
|       | DEF   | Roberto Rosales    |  |
|       | DEF   | Humberto Martínez  |  |
|       | MED   | Waldo Quiroz       |  |
|       | MED   | Pío González       |  |
|       | MED   | Carlos Arratia     |  |
|       | DEL   | Manuel Correa      |  |
|       | DEL   | Mario Benavente    |  |
|       | DEL   | Víctor Pizarro     |  |
| D. T. | D. T. | Enrique Hormazábal |  |

|  | DEF | Espinoza | ' |

| 63' · 70' | Navarrete Enzo Escobar | 1:1 2:2 |

| 26' · 66' | Víctor Pizarro Waldo Quiroz | 0:1 1:2 |

| Principal | Carlos Robles |

|       | POR   | Ricardo Werlinger  |   |
|       | DEF   | Erasmo Zúñiga      | ' |
|       | DEF   | Patricio Arriagada |   |
|       | DEF   | Augusto Vergara    |   |
|       | DEF   | Enzo Escobar       |   |
|       | MED   | Sergio Avallay     |   |
|       | MED   | Guillermo Martínez |   |
|       | DEL   | Ricardo Mena       |   |
|       | DEL   | Juan Soto          |   |
|       | DEL   | Navarrete          |   |
|       | DEL   | Jaime Aretxabala   |   |
| D. T. | D. T. | Ramón Climent      |   |

|       | POR   | Adán Godoy         |  |
|       | DEF   | Bruno Arrieta      |  |
|       | DEF   | Pedro Retamales    |  |
|       | DEF   | Roberto Rosales    |  |
|       | DEF   | Humberto Martínez  |  |
|       | MED   | Waldo Quiroz       |  |
|       | MED   | Pío González       |  |
|       | MED   | Carlos Arratia     |  |
|       | DEL   | Manuel Correa      |  |
|       | DEL   | Mario Benavente    |  |
|       | DEL   | Víctor Pizarro     |  |
| D. T. | D. T. | Enrique Hormazábal |  |

|  | DEF | Espinoza | ' |

| 63' · 70' | Navarrete Enzo Escobar | 1:1 2:2 |

| 26' · 66' | Víctor Pizarro Waldo Quiroz | 0:1 1:2 |

| Principal | Carlos Robles |

|       | POR   | Ricardo Werlinger  |   |
|       | DEF   | Erasmo Zúñiga      | ' |
|       | DEF   | Patricio Arriagada |   |
|       | DEF   | Augusto Vergara    |   |
|       | DEF   | Enzo Escobar       |   |
|       | MED   | Sergio Avallay     |   |
|       | MED   | Guillermo Martínez |   |
|       | DEL   | Ricardo Mena       |   |
|       | DEL   | Juan Soto          |   |
|       | DEL   | Navarrete          |   |
|       | DEL   | Jaime Aretxabala   |   |
| D. T. | D. T. | Ramón Climent      |   |

|       | POR   | Adán Godoy         |  |
|       | DEF   | Bruno Arrieta      |  |
|       | DEF   | Pedro Retamales    |  |
|       | DEF   | Roberto Rosales    |  |
|       | DEF   | Humberto Martínez  |  |
|       | MED   | Waldo Quiroz       |  |
|       | MED   | Pío González       |  |
|       | MED   | Carlos Arratia     |  |
|       | DEL   | Manuel Correa      |  |
|       | DEL   | Mario Benavente    |  |
|       | DEL   | Víctor Pizarro     |  |
| D. T. | D. T. | Enrique Hormazábal |  |

|  | DEF | Espinoza | ' |

| 63' · 70' | Navarrete Enzo Escobar | 1:1 2:2 |

| 26' · 66' | Víctor Pizarro Waldo Quiroz | 0:1 1:2 |

| Principal | Carlos Robles |

|       | POR   | Ricardo Werlinger  |   |
|       | DEF   | Erasmo Zúñiga      | ' |
|       | DEF   | Patricio Arriagada |   |
|       | DEF   | Augusto Vergara    |   |
|       | DEF   | Enzo Escobar       |   |
|       | MED   | Sergio Avallay     |   |
|       | MED   | Guillermo Martínez |   |
|       | DEL   | Ricardo Mena       |   |
|       | DEL   | Juan Soto          |   |
|       | DEL   | Navarrete          |   |
|       | DEL   | Jaime Aretxabala   |   |
| D. T. | D. T. | Ramón Climent      |   |

|       | POR   | Adán Godoy         |  |
|       | DEF   | Bruno Arrieta      |  |
|       | DEF   | Pedro Retamales    |  |
|       | DEF   | Roberto Rosales    |  |
|       | DEF   | Humberto Martínez  |  |
|       | MED   | Waldo Quiroz       |  |
|       | MED   | Pío González       |  |
|       | MED   | Carlos Arratia     |  |
|       | DEL   | Manuel Correa      |  |
|       | DEL   | Mario Benavente    |  |
|       | DEL   | Víctor Pizarro     |  |
| D. T. | D. T. | Enrique Hormazábal |  |

|  | DEF | Espinoza | ' |

| 63' · 70' | Navarrete Enzo Escobar | 1:1 2:2 |

| 26' · 66' | Víctor Pizarro Waldo Quiroz | 0:1 1:2 |

| Principal | Carlos Robles |

### Partido por el descenso
Jugado entre los colistas de los Grupos Norte y Sur, Coquimbo Unido y Malleco Unido respectivamente.
| 17 de diciembre de 1974 | Malleco Unido                       | 3:1 | Coquimbo Unido | Santa Laura, Santiago                                 |                                                       |
|                         | Jiménez 20' · Muñoz 21' (pen.), 38' |     | Coopman 26'    | Asistencia: 7.854 espectadores Árbitro(s): Mario Lira | Asistencia: 7.854 espectadores Árbitro(s): Mario Lira |

Coquimbo Unido volvió a su Asociación de origen.